# Gino Cappello
Gino Cappello   (Pàdua, 2 de juny de 1920 - Bolonya, 28 de març de 1990), conegut com a Cappello IV, fou un futbolista italià de la dècada de 1940.
Fou 11 cops internacional amb la selecció de futbol d'Itàlia amb la qual participa al Mundial de 1950 i al de 1954. També jugà amb la selecció d'Itàlia B.
Pel que fa a clubs, destacà a Calcio Padova, AC Milan i Bologna FC 1909.